# Bbno$
Alexander Gumuchian (Vancouver, 30 de junho de 1995), mais conhecido como bbno$ (pronuncia-se baby no money), é um rapper, cantor e compositor canadense. Ele é mais conhecido por seu single de 2019 com o produtor Y2K, "Lalala", que alcançou mais de 720 milhões de streams no Spotify, além de suas associações com o rapper Yung Gravy. Gumuchian tem mais de 20 milhões de ouvintes mensais no Spotify a partir de setembro de 2019.

## Primeiros anos
Gumuchian nasceu em Vancouver em 30 de junho de 1995, filho de pai armênio e mãe suíça-dinamarquesa.
Ele estudava em casa antes de começar o ensino médio. Durante o ensino médio, foi nadador competitivo. Enquanto crescia, sua mãe o encorajou a aprender piano, mas ele sempre lutou com a teoria musical. Gumuchian afirma que era bom em ritmo e gostava de tocar Djembê, mas não escutava música de forma recreativa até os 15 anos de idade.

## Carreira

### 2014–2016: Broke Boy Gang e SoundCloud
Gumuchian começou a trabalhar com música depois de sofrer uma lesão nas costas que o impediu de seguir seu sonho como nadador profissional. Ele ficou interessado em rap e produção musical em 2014 ao experimentar no GarageBand com um grupo de amigos. Gumuchian começou a fazer música para se divertir com esse grupo de amigos que mais tarde se denominaram Broke Boy Gang. Depois de cinco ou seis meses tocando ao vivo como um grupo e lançando várias faixas on-line, o grupo se separou. Ele começou a postar faixas no SoundCloud em setembro de 2016 sob o apelido de "bbnomula", onde rapidamente ganhou milhões de streams e seguidores. Ele ganhou popularidade na China, onde esgotou suas primeiras turnês "consecutivas". Ele creditou sua popularidade no exterior à equipe de dança chinesa TFBoys, depois que um dos membros, Jackson Yee, dançou na faixa "Yoyo Tokyo" em sua própria festa de aniversário.

### 2017–2018:Baby Gravy EPeBb Steps
Em 2017, Gumuchian lançou seu primeiro EP, Baby Gravy, em colaboração com Yung Gravy, pouco antes de lançar seu primeiro álbum de estúdio, Bb Steps, e seu segundo EP colaborativo, Whatever, com So Loki em 2018.

### 2019:Recess, "Lalala" eI Don't Care At All
No início de 2019, Gumuchian lançou seu segundo álbum de estúdio, Recess, nome inspirado por um programa original da Disney e inclui participações de Y2K e Trippy Tha Kid. Muitas faixas de Recess ganharam milhões de transmissões no Spotify. Gumuchian e Y2K são reconhecidos por comercializarem seu single "Lalala" online usando vários sites e aplicativos, como Tinder, contas de memes do Instagram, TikTok e Craigslist. A canção conseguiu subir em mais de 20 paradas ao redor do mundo e ganhar mais de 47 milhões de streams e 500 mil vendas nos Estados Unidos.
Ainda em 2019, Gumuchian lança outro álbum, I Don't Care At All. O álbum contou com vários singles, como "Slop", "Pouch" e "Shining On My Ex", este último com o colaborador frequente Yung Gravy. O álbum foi produzido exclusivamente por Y2K.

## Características musicais

### Estilo
Gumuchian descreveu sua própria música como "rap oximorônico" que é "ignorante, mas melódico".

### Influências
Gumuchian cresceu ouvindo dubstep e house music de nomes como Datsik e Excision, antes de ouvir artistas de hip-hop como Tupac Shakur, Gucci Mane e Chief Keef. Ele citou Yung Lean e Pouya como suas principais inspirações como um rapper branco.

## Vida pessoal
Gumuchian atualmente vive em Kelowna, onde se formou em cinesiologia na Universidade da Colúmbia Britânica em 2019.

## Discografia

### Álbuns de estúdio
| Bb Steps                                                     | - Lançamento: 12 de julho de 2018 - Gravadora: independente - Formato: Download digital, streaming     | —  | —   |
| Recess                                                       | - Lançamento: 25 de janeiro de 2019 - Gravadora: independente - Formato: Download digital, streaming   | —  | —   |
| I Don't Care at All                                          | - Lançamento: 7 de novembro de 2019 - Gravadora: independente - Formato: Download digital, streaming   | 88 | —   |
| Baby Gravy 2 (com Yung Gravy)                                | - Lançamento: 14 de fevereiro de 2020 - Gravadora: independente - Formato: Download digital, streaming | —  | 188 |
| "—" indica lançamentos que não chegaram às paradas musicais. | |    |     |

### Extended plays
- Baby Gravy (2017)[13]
- Whatever (2018)[15]

### Singles
| Ano                                                          | Título                                                | Melhor posição nas paradas musicais | Melhor posição nas paradas musicais | Melhor posição nas paradas musicais | Melhor posição nas paradas musicais | Melhor posição nas paradas musicais | Melhor posição nas paradas musicais | Melhor posição nas paradas musicais | Melhor posição nas paradas musicais | Melhor posição nas paradas musicais | Melhor posição nas paradas musicais | Certificações                                | Álbum/EP                           |
| Ano                                                          | Título                                                | CAN                                 | AUS                                 | FRA                                 | IRL                                 | NZ                                  | SUE                                 | RU                                  | EUA                                 | EUA R&B                             | EUA Rap                             | Certificações                                | Álbum/EP                           |
| ------------------------------------------------------------ | ----------------------------------------------------- | ----------------------------------- | ----------------------------------- | ----------------------------------- | ----------------------------------- | ----------------------------------- | ----------------------------------- | ----------------------------------- | ----------------------------------- | ----------------------------------- | ----------------------------------- | -------------------------------------------- | ---------------------------------- |
| 2018                                                         | "Money Conversation" (com Y2K)                        | —                                   | —                                   | —                                   | —                                   | —                                   | —                                   | —                                   | —                                   | —                                   | —                                   |                                              | Single sem álbum                   |
| 2018                                                         | "Thankful" (com Y2K e Lewis Grant)                    | —                                   | —                                   | —                                   | —                                   | —                                   | —                                   | —                                   | —                                   | —                                   | —                                   |                                              | Recess                             |
| 2019                                                         | "Pouch" (com Y2K)                                     | —                                   | —                                   | —                                   | —                                   | —                                   | —                                   | —                                   | —                                   | —                                   | —                                   |                                              | Singles sem álbum                  |
| 2019                                                         | "Cheesy" (com Warhol.SS e Dilip)                      | —                                   | —                                   | —                                   | —                                   | —                                   | —                                   | —                                   | —                                   | —                                   | —                                   |                                              | Singles sem álbum                  |
| 2019                                                         | "Lalala" (com Y2K)                                    | 10                                  | 16                                  | 18                                  | 37                                  | 16                                  | 58                                  | 32                                  | 55                                  | 22                                  | 19                                  | - RIAA: Ouro - ARIA: Platina - RMNZ: Platina | Singles sem álbum                  |
| 2019                                                         | "Bad Boy" (com Yung Bae e Billy Marchiafava)          | 84                                  | —                                   | —                                   | —                                   | —                                   | —                                   | —                                   | —                                   | —                                   | —                                   |                                              | Bae 5                              |
| 2019                                                         | "Slop"                                                | —                                   | —                                   | —                                   | —                                   | —                                   | —                                   | —                                   | —                                   | —                                   | —                                   |                                              | I Don't Care at All                |
| 2019                                                         | "Shining on My Ex" (com Yung Gravy)                   | —                                   | —                                   | —                                   | —                                   | —                                   | —                                   | —                                   | —                                   | —                                   | —                                   |                                              | I Don't Care at All e Baby Gravy 2 |
| 2019                                                         | "Iunno" (com Yung Gravy)                              | —                                   | —                                   | —                                   | —                                   | —                                   | —                                   | —                                   | —                                   | —                                   | —                                   |                                              | Baby Gravy 2                       |
| 2020                                                         | "Welcome to Chilis" (com Yung Gravy)                  | —                                   | —                                   | —                                   | —                                   | —                                   | —                                   | —                                   | —                                   | —                                   | —                                   |                                              | Baby Gravy 2                       |
| 2020                                                         | "Off the Goop" (com Yung Gravy e Cuco)                | —                                   | —                                   | —                                   | —                                   | —                                   | —                                   | —                                   | —                                   | —                                   | —                                   |                                              | Baby Gravy 2                       |
| 2020                                                         | "Out of Control" (com Ceo@business.net e Lentra)      | —                                   | —                                   | —                                   | —                                   | —                                   | —                                   | —                                   | —                                   | —                                   | —                                   |                                              | Singles sem álbum                  |
| 2020                                                         | "Mememe" (com Lentra)                                 | —                                   | —                                   | —                                   | —                                   | —                                   | —                                   | —                                   | —                                   | —                                   | —                                   |                                              | Singles sem álbum                  |
| 2020                                                         | "Quarantine Freestyle" (com Lentra)                   | —                                   | —                                   | —                                   | —                                   | —                                   | —                                   | —                                   | —                                   | —                                   | —                                   |                                              | Singles sem álbum                  |
| 2020                                                         | "What Would Baby Do?" (com Lentra)                    | —                                   | —                                   | —                                   | —                                   | —                                   | —                                   | —                                   | —                                   | —                                   | —                                   |                                              | Singles sem álbum                  |
| 2020                                                         | "Bad Boy" (com Yung Bae, Wiz Khalifa e Max Schneider) | —                                   | —                                   | —                                   | —                                   | —                                   | —                                   | —                                   | —                                   | —                                   | —                                   |                                              | Singles sem álbum                  |
| 2020                                                         | "Astrology" (com Lentra)                              | —                                   | —                                   | —                                   | —                                   | —                                   | —                                   | —                                   | —                                   | —                                   | —                                   |                                              | Singles sem álbum                  |
| 2020                                                         | "Jack Money Bean" (com Yung Gravy e Lentra)           | —                                   | —                                   | —                                   | —                                   | —                                   | —                                   | —                                   | —                                   | —                                   | —                                   |                                              | Singles sem álbum                  |
| 2020                                                         | "Imma" (com Lentra)                                   | —                                   | —                                   | —                                   | —                                   | —                                   | —                                   | —                                   | —                                   | —                                   | —                                   |                                              | Good Luck Have Fun                 |
| 2020                                                         | "Backwards" (com Lentra)                              | —                                   | —                                   | —                                   | —                                   | —                                   | —                                   | —                                   | —                                   | —                                   | —                                   |                                              | Good Luck Have Fun                 |
| 2020                                                         | "WaWaWa"                                              | —                                   | —                                   | —                                   | —                                   | —                                   | —                                   | —                                   | —                                   | —                                   | —                                   |                                              | Single sem álbum                   |
| "—" indica lançamentos que não chegaram às paradas musicais. |                                                       |                                     |                                     |                                     |                                     |                                     |                                     |                                     |                                     |                                     |                                     |                                              |                                    |

## Prêmios e indicações
| Ano  | Prêmio     | Categoria                | Indicação | Resultado | Ref.   |
| ---- | ---------- | ------------------------ | --------- | --------- | ------ |
| 2020 | Juno Award | Escolha de Fã            | Ele mesmo | Indicado  | [ 61 ] |
| 2020 | Juno Award | Artista Revelação do Ano | Ele mesmo | Indicado  | [ 61 ] |